# Гаїчка світлокрила

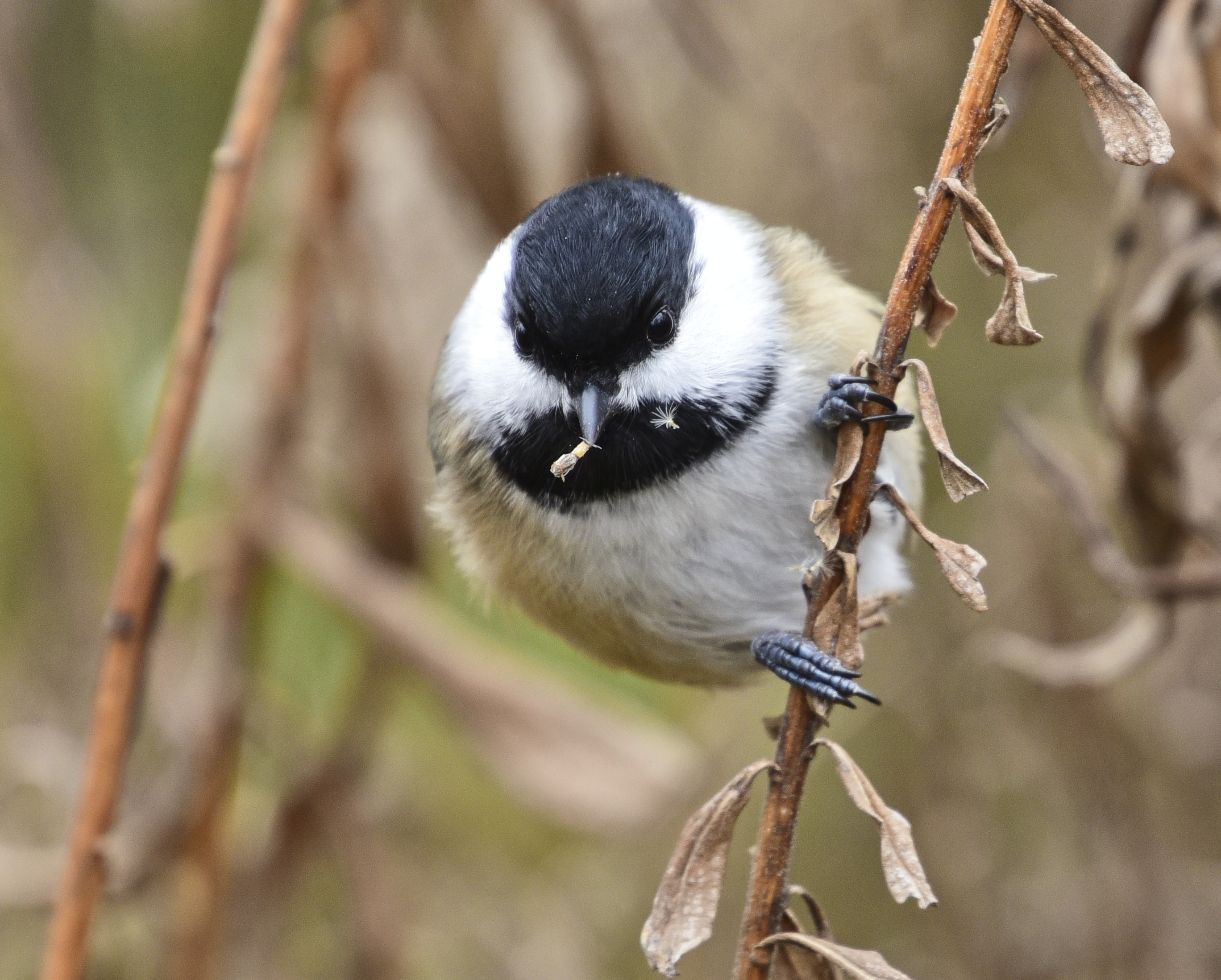

Гаїчка світлокрила (Poecile atricapillus) — американська співоча пташка. Оскільки все ще дискутується питання, чи Poecile  являє собою окремий рід, чи підрід роду Parus, у науковій літературі назва гаїчки світлокрилої часто подається також як Parus atricapillus. 

## Морфологія
Довжина тіла гаїчки світлокрилої — близько 13 см. Це відносно невелика співоча пташка з відносно великою головою. Верх голови, шия і горло мають чорне оперення, на щоках біле, сіре на спині та жовто-коричневе знизу й на боках. Короткі темні крила й довгий хвіст темносірі з білими краями.
Вокалізація - виразна та нешвидка трель чік-a-ді-ді-ді, звідси й англійська назва птаха англ. chickadee. Як твердить Andy Bezener, ця вокалізація призначена для утримання зграї разом та комунікації між її членами.

## Поширення
Гаїчка світлокрила традиційно поширена в лісах зі старими деревостанами на півдні Канади і на півночі США, але також масово трапляється в парках і серед міської забудови. 

## Поведінка
Гаїчка світлокрила збирає комах, насіння і ягоди в заростях, роблячи також припаси на холодну пору року. Взимку птах часто відвідує годівнички і навіть їсть з рук людей. Поза сезоном розмноження гаїчки світлокрилі утворюють малі галасливі зграї. Як правило, ці зграї включають близько десяти птахів. 

## Розмноження
У травні або червні гаїчка світлокрила будує мископодібне гніздо з рослин, пір'я і волосся в дуплах дерев або в синичнику. У кладці близько восьми яєць. Добре вивчений вплив соціальної ієрархії на репродуктивну поведінку. Завдяки маленьким зимовим зграям, гаїчка світлокрила дуже добре знайома з іншими птахами свого виду у своїй безпосередній зоні розмноження і формує соціальну ієрархію.  Звичайно, паруються між собою найвищі в ієрархії партнери. Іноді вони тримаються разом довше, ніж один сезон розмноження. Тим не менше, самки покидають своїх партнерів, коли їм трапляється нагода спаруватися з самцем вищого рангу.   Це було доведено в дослідженні, в якому були вилучені самки у семи самців найвищого рангу. Протягом наступних двох днів самиці, що залишилися на території зграї, відокремлювалися від своїх самців, щоб вступити у відносини з доступними самцями вищого рангу. Після того, як нові самиці зайняли вищий ранг, вони почали переслідувати інших самиць нижчого рангу.  Нарешті, щоб завершити дослідження, зі зграї було забрано шістьох самок нижчого рангу, спарованих з самцями нижчого рангу.  Ці самці так і залишилися без партнерок.
Там, де ареали поширення перекриваються, цей вид може схрещуватися з гаїчкою каролінською і з гаїчкою гірською.

### Інтернет-джерела
- BirdLife International (2013.1). Гаїчка світлокрила: інформація на сайті МСОП (англ.)
- Гаїчка світлокрила: інформація на сайті МСОП (англ.)